# Steinberg am Rofan
Steinberg am Rofan település Ausztriában, Tirolban a Schwazi járásban járásban található. Területe 68,6 km², lakosainak száma 292 fő, népsűrűsége pedig 4,3 fő/km² (2014. január 1-jén). A település 1010 méteres tengerszint feletti magasságban helyezkedik el.

## Fordítás
- Ez a szócikk részben vagy egészben  a   Steinberg am Rofan című angol Wikipédia-szócikk ezen változatának fordításán alapul.  Az eredeti cikk szerkesztőit annak laptörténete sorolja fel. Ez a jelzés csupán a megfogalmazás eredetét és a szerzői jogokat jelzi, nem szolgál a cikkben szereplő információk forrásmegjelöléseként.